# 돈 워리 (영화)
《돈 워리》(영어: Don't Worry, He Won't Get Far on Foot)는 2018년 개봉한 미국의 드라마 영화이다. 구스 반 산트가 감독과 각본을 맡았으며, 만화가 존 캘러핸의 동명 회고록이 영화의 원작이다. 2018 선댄스 영화제에서 전세계 최초 상영했다. 2018 베를린 영화제 황금곰상 경쟁부문 후보작이다.

## 출연

### 주연
- 호아킨 피닉스
- 조나 힐
- 루니 마라
- 잭 블랙

### 조연
- 베스 디토
- 올리비아 해밀턴
- 우도 키에르
- 킴 고든
- 캐리 브라운스틴
- 에밀리오 리베라

## 기타
- 총괄프로듀서: 브렛 크랜포드
- 공동프로듀서: 스콧 로버트슨
- 배역: 캐시 드리스콜
- 배역: 프랜신 마이슬러